# Affalterbach
Affalterbach ist eine Gemeinde im Landkreis Ludwigsburg in Baden-Württemberg. Sie gehört zur Region Stuttgart (bis 1992 Region Mittlerer Neckar) und zur europäischen Metropolregion Stuttgart. Sie ist Teil des Gemeindeverwaltungsverbands Marbach am Neckar.

## Geographie

### Geographische Lage
Affalterbach liegt im Ostteil des Neckarbeckens etwa fünf Kilometer südöstlich von Marbach am Neckar auf dem unteren Osthang des Lembergs, auf dem der höchste Punkt des Gemeindegebietes auf fast 365 m ü. NN Höhe ragt. An der Nordostecke erstreckt es sich bis auf den Talgrund der Murr hinunter, dort befindet sich der tiefste Punkt auf wenig unter 212 m ü. NN am Fluss. Im untersten Tal des linken Murrnebenflusses Buchenbach verläuft größtenteils die Ostgrenze der Gemarkung. Die Gemeinde Affalterbach liegt an der östlichen Grenze des Landkreises Ludwigsburg.

### Gemeindegliederung
Zur Gemeinde gehören außer dem namengebenden Dorf Affalterbach der kleine Weiler Steinächle, in dessen Südosten und östlich davon der Weiler Wolfsölden, beide links über dem Buchenbachtal. Das Gehöft Birkachhof liegt gegenüber von Steinächle in einer Spitze des Gemeindegebietes hinüber auf die Höhe rechts des Buchenbachs. Die neuere Gartensiedlung Birkhau liegt isoliert zwischen dem Hauptort und Wolfsölden und hat dessen Flächenausdehnung. Neben diesem Siedlungsplatz ohne Ortsteilstatus gibt es noch wenige landwirtschaftliche Siedlungsgruppen, darunter die Bollenhöfe südlich von Affalterbach, die auch keine Ortsteile sind.

### Nachbargemeinden
Affalterbach grenzt an die Gemeinden Kirchberg an der Murr im Norden, Burgstetten im Osten, Leutenbach im Südosten und Süden und ebenfalls noch im Süden an die Stadt Waiblingen im Süden, die alle zum benachbarten Rems-Murr-Kreis gehören. Im Südwesten grenzt die Gebietsexklave um den Weiler Siegelhausen der Stadt Marbach am Neckar an, im Westen die Stadt Ludwigsburg, im Westen und Nordwesten schließlich die Gemeinde Erdmannhausen, welche alle zum Landkreis Ludwigsburg gehören.

### Flächenaufteilung
Nach Daten des Statistischen Landesamtes, Stand 2014. Die gesamte Fläche der Gemeinde Affalterbach umfasst ca. 1018 ha.

## Geschichte

### Frühe Geschichte
Erstmals urkundlich erwähnt wurde der Ort im Jahre 972. Funde zeigen jedoch, dass diese Gegend schon vor 6000 Jahren in der Jungsteinzeit besiedelt wurde. Weitere Funde gibt es auch aus der Urnenfelderzeit und aus den Zeiten der keltischen und römischen Besiedlung. Wenige Kilometer entfernt wurde in Steinheim an der Murr der Schädel des Homo steinheimensis entdeckt, welcher auf ein Alter von 250.000 Jahren geschätzt wird. Es wird die Meinung vertreten, dass alle Europäer von diesem Homo steinheimensis abstammen. Aus kulturhistorischer Sicht liegt Affalterbach an der Grenze zwischen den Herrschaftsgebieten der Franken und der Alemannen.
Den Alemannen war es im Laufe von 200 Jahren gelungen, ein riesiges Gebiet zu erobern. Die Franken stellten sich 496 südlich von Köln zur Schlacht. Sie besiegten die Alemannen und warfen sie weit nach Süden zurück. Als Grenze bestimmten sie eine Linie, die über den Lemberg und Hohenasperg verlief. Damit war die Markung Affalterbach unmittelbares Grenzgebiet geworden. Vermutlich richteten die Franken am Lemberg einen Militärposten ein, der von diesem beherrschenden Punkt aus die Grenze sicherte und den Straßenverkehr überwachte, da über unsere Markung ein wichtiger Völkerweg führte.
1322 fiel Affalterbach an die Grafschaft Württemberg, wurde dem Amt Marbach unterstellt und ist somit ein Bestandteil Altwürttembergs.

### Namensherkunft
Der Gemeindename „Affalterbach“ leitet sich von dem altdeutschen Wort Affalter (= Apfelbaum) ab. Bereits im Jahr 972 gab es hier mehr Obstbau als andernorts. Noch 1965 standen auf der Gemeindemarkung 29.907 hochstämmige Obstbäume. Der Strombach trägt in seinem obersten Teil den Namen Apfelbach, ein kleines Fließgewässer im Süden Affalterbachs. Der Ortsname dürfte sich also vom Namen dieses Bachs herleiten.

### 16. Jahrhundert bis zum Zweiten Weltkrieg

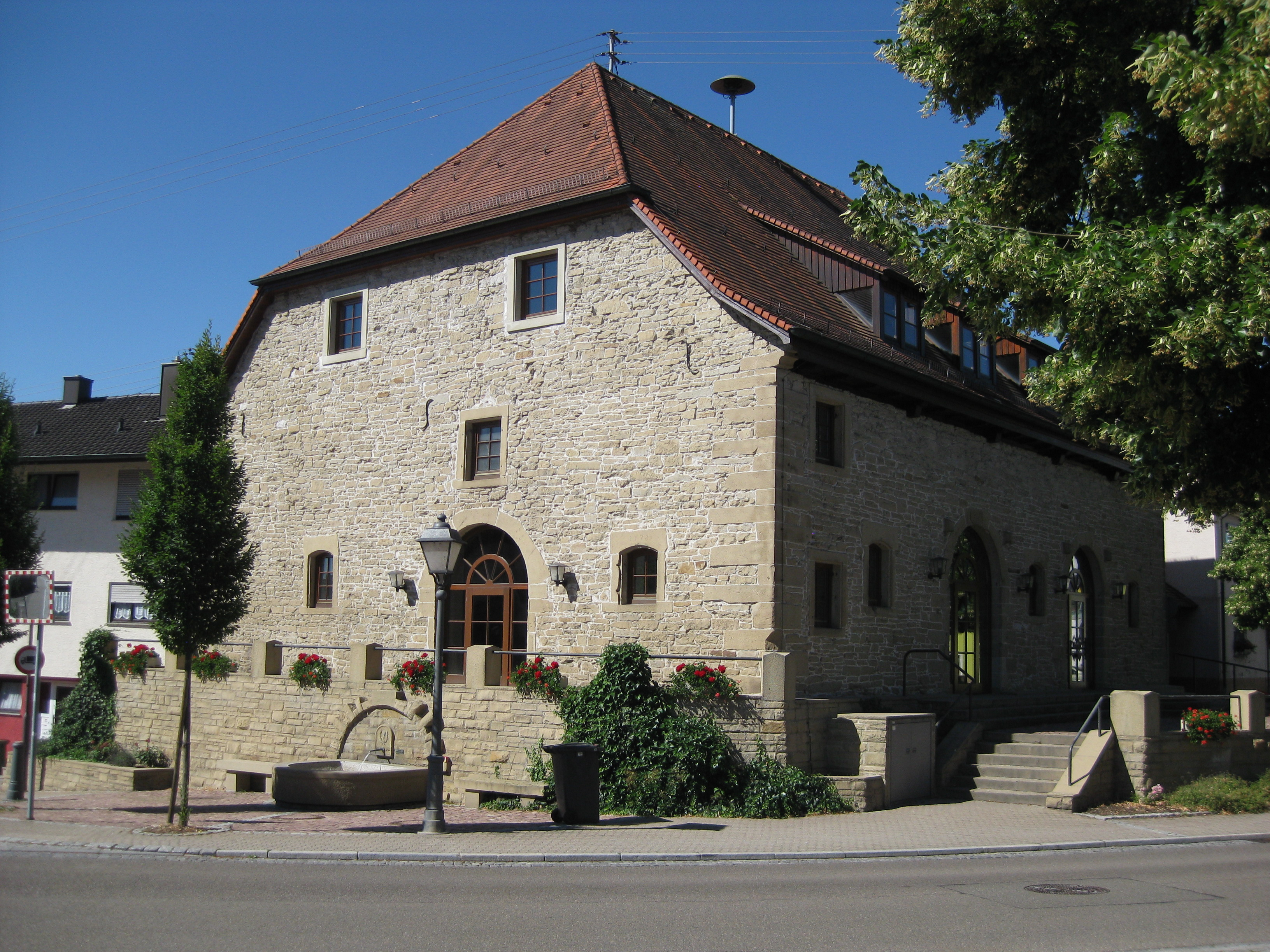
Bürgerhaus Kelter

Detaillierte Aufzeichnungen gibt es erst ab dem Jahre 1525. Damals standen in Affalterbach 43 und in Wolfsölden drei Häuser, in denen 269 Einwohner lebten. Bis 1584 hatte sich die Zahl der Wohngebäude und der Einwohner annähernd verdoppelt. Großes Unheil brachte der Dreißigjährige Krieg über Affalterbach. Um 1640 dürften die letzten Überlebenden ihr Heimatdorf verlassen haben, das nun bis Frühjahr 1649 der Zerstörung und dem gänzlichen Verfall preisgeben war. Eine Bestandsaufnahme im Jahr 1652 ergab, es war kein einziges Haus mehr intakt und bewohnbar. 50 Jahre später (1703) wohnten in Affalterbach 344 Einwohner. Innerhalb von 100 Jahren verdreifachte sich diese Zahl. 1802 hatte Affalterbach 1033 Einwohner.
Diese Entwicklung brachte erhebliche soziale Probleme mit sich, da die Lebensgrundlagen dieselben geblieben waren. Trotzdem stieg die Einwohnerzahl weiterhin sprunghaft an. 1864 erreichte sie mit 1532 ihren vorläufig höchsten Stand. Damit war Affalterbach eine der bedeutendsten Gemeinden des Oberamts Marbach. Wie überall im Lande waren auch in Affalterbach die wirtschaftlichen Verhältnisse schlecht, da die Landwirtschaft die vielen Menschen nicht mehr ernähren konnte. Manche Einwohner versuchten sich als Handwerker. So gab es in Affalterbach im Jahre 1806, im Gründungsjahr des Königreichs Württemberg, nicht weniger als 10 Schneider, 18 Weber, 8 Schuhmacher, 4 Metzger, 1 Müller, 4 Bäcker, 5 Schmiede, 3 Wagner, 4 Küfer, 7 Maurer, 7 Zimmerleute, 2 Schreiner, 2 Schäfer und 1 Barbier. Die meisten von ihnen erreichten nicht einmal ein Existenzminimum. So verließen viele Menschen ihre Heimat und suchten ihr Glück in der Ferne. Von 1816 bis 1910 wanderten 496 Affalterbacher aus. Die meisten (383) gingen nach Amerika. Erst durch die beginnende Industrialisierung zum Ende des 19. Jahrhunderts verbesserten sich die wirtschaftlichen Verhältnisse. Allerdings ging diese Entwicklung an Affalterbach vollkommen vorbei. Handel und Gewerbe konnten hier nicht Fuß fassen. Dazu trug der Gemeinderat seinen Teil bei, denn er wollte Affalterbach als eine landwirtschaftliche Gemeinde erhalten. Viele Menschen zogen deshalb weg. So ging die Einwohnerzahl ständig zurück und erreichte 1939 mit 1034 ihren niedrigsten Stand.
Bei der Kreisreform während der NS-Zeit in Württemberg gelangte Affalterbach 1938 zum Landkreis Backnang.

### 1945 bis heute
Da der Ort nach dem Zweiten Weltkrieg Teil der Amerikanischen Besatzungszone geworden war, gehörte er somit seit 1945 zum neu gegründeten Land Württemberg-Baden, das 1952 im jetzigen Bundesland Baden-Württemberg aufging.
Zu Beginn der 1960er Jahre hatte der größte einheimische Betrieb – die Schreinerei Friedrich Feyhl an der Winnender Straße – nur fünf Mitarbeiter. Damals hatte die Gemeinde noch keine Einnahmen aus der Gewerbesteuer. Heute ist Affalterbach eine Wohn- und Industriegemeinde mit teilweise noch dörflichem Charakter. Zweimal konnte Affalterbach den Titel des schönsten Dorfes im Landkreis Ludwigsburg erringen. Gleichzeitig haben hier moderne Industriefirmen ihren Sitz. Von einer Firma abgesehen hatten alle anderen Betriebe mit weniger als 20 Beschäftigten in Affalterbach angefangen. Heute gibt es über 1700 Arbeitsplätze mit steigender Tendenz.

### Kreiszugehörigkeit
Bis 1938 gehörte der Ort zum Oberamt Marbach und wurde dann dem Landkreis Backnang zugeteilt. Mit der baden-württembergischen Kreisreform 1973 wurde dieser allerdings aufgelöst und Affalterbach in den Landkreis Ludwigsburg eingegliedert.

### Einwohnerentwicklung
| Jahr | Einwohner |
| ---- | --------- |
| 1525 | 269       |
| 1602 | 435       |
| 1703 | 344       |
| 1730 | 502       |
| 1745 | 625       |
| 1783 | 832       |
| 1802 | 1033      |
| 1824 | 1328      |
| 1854 | 1532      |
| 1869 | 1194      |
| 1889 | 1308      |
| 1901 | 1133      |
| 1939 | 1034      |
| 1950 | 1519      |

| Jahr | Einwohner |
| ---- | --------- |
| 1961 | 1521      |
| 1965 | 1708      |
| 1967 | 2499      |
| 1970 | 3170      |
| 1984 | 4246      |
| 1994 | 4520      |
| 1995 | 4599      |
| 2000 | 4511      |
| 2003 | 4526      |
| 2010 | 4453      |
| 2014 | 4470      |
| 2016 | 4472      |
| 2017 | 4501      |
| 2018 | 4518      |

| Jahr | Einwohner |
| ---- | --------- |
| 2019 | 4485      |
| 2020 | 4514      |
| 2021 | 4487      |

(Quelle unter)

## Religionen

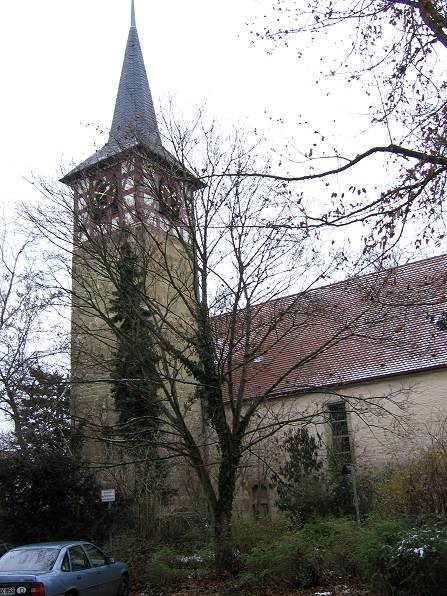
Evangelische Kirche

In Affalterbach gibt es eine evangelische und römisch-katholische Kirchengemeinde und eine Versammlungsstätte der Zeugen Jehovas.

## Politik

### Bürgermeister
Bürgermeister ist seit 2000 Steffen Döttinger. Er wurde 2008, 2016 und 2024 wiedergewählt.

### Gemeinderat
Der Gemeinderat in Affalterbach besteht aus den 14 gewählten ehrenamtlichen Gemeinderäten und dem Bürgermeister als Vorsitzendem. Der Bürgermeister ist im Gemeinderat stimmberechtigt. 
Die Kommunalwahl am 9. Juni 2024 führte zu folgendem Ergebnis. 
| Parteien und Wählergemeinschaften | Parteien und Wählergemeinschaften           | % 2024  | Sitze 2024 | % 2019  | Sitze 2019 | Kommunalwahl 2024 %403020100 35,10 %31,17 %18,83 %8,36 %6,54 % CDUFWSPDULAGrüneGewinne und Verlusteim Vergleich zu 2019 %p 8 6 4 2 0 −2 −4 −6+2,93 %p−3,48 %p−0,15 %p−5,84 %p+6,54 %pCDUFWSPDULAGrüne |
| CDU                               | Christlich Demokratische Union Deutschlands | 35,10   | 5          | 32,17   | 4          | Kommunalwahl 2024 %403020100 35,10 %31,17 %18,83 %8,36 %6,54 % CDUFWSPDULAGrüneGewinne und Verlusteim Vergleich zu 2019 %p 8 6 4 2 0 −2 −4 −6+2,93 %p−3,48 %p−0,15 %p−5,84 %p+6,54 %pCDUFWSPDULAGrüne |
| FWV                               | Freie Wählervereinigung Affalterbach        | 31,17   | 4          | 34,65   | 5          | Kommunalwahl 2024 %403020100 35,10 %31,17 %18,83 %8,36 %6,54 % CDUFWSPDULAGrüneGewinne und Verlusteim Vergleich zu 2019 %p 8 6 4 2 0 −2 −4 −6+2,93 %p−3,48 %p−0,15 %p−5,84 %p+6,54 %pCDUFWSPDULAGrüne |
| SPD                               | Sozialdemokratische Partei Deutschlands     | 18,83   | 3          | 18,98   | 3          | Kommunalwahl 2024 %403020100 35,10 %31,17 %18,83 %8,36 %6,54 % CDUFWSPDULAGrüneGewinne und Verlusteim Vergleich zu 2019 %p 8 6 4 2 0 −2 −4 −6+2,93 %p−3,48 %p−0,15 %p−5,84 %p+6,54 %pCDUFWSPDULAGrüne |
| ULA                               | Unabhängige Liste Affalterbach              | 8,36    | 1          | 14,20   | 2          | Kommunalwahl 2024 %403020100 35,10 %31,17 %18,83 %8,36 %6,54 % CDUFWSPDULAGrüneGewinne und Verlusteim Vergleich zu 2019 %p 8 6 4 2 0 −2 −4 −6+2,93 %p−3,48 %p−0,15 %p−5,84 %p+6,54 %pCDUFWSPDULAGrüne |
| GRÜNE                             | Bündnis 90/Die Grünen                       | 6,54    | 1          | –       | –          | Kommunalwahl 2024 %403020100 35,10 %31,17 %18,83 %8,36 %6,54 % CDUFWSPDULAGrüneGewinne und Verlusteim Vergleich zu 2019 %p 8 6 4 2 0 −2 −4 −6+2,93 %p−3,48 %p−0,15 %p−5,84 %p+6,54 %pCDUFWSPDULAGrüne |
| gesamt                            | gesamt                                      | 100,0   | 14         | 100,0   | 14         | Kommunalwahl 2024 %403020100 35,10 %31,17 %18,83 %8,36 %6,54 % CDUFWSPDULAGrüneGewinne und Verlusteim Vergleich zu 2019 %p 8 6 4 2 0 −2 −4 −6+2,93 %p−3,48 %p−0,15 %p−5,84 %p+6,54 %pCDUFWSPDULAGrüne |
| Wahlbeteiligung                   | Wahlbeteiligung                             | 74,96 % | 74,96 %    | 68,03 % | 68,03 %    | Kommunalwahl 2024 %403020100 35,10 %31,17 %18,83 %8,36 %6,54 % CDUFWSPDULAGrüneGewinne und Verlusteim Vergleich zu 2019 %p 8 6 4 2 0 −2 −4 −6+2,93 %p−3,48 %p−0,15 %p−5,84 %p+6,54 %pCDUFWSPDULAGrüne |

### Wappen und Flagge
| Wappen von Affalterbach | Blasonierung: „In Silber (Weiß) über blauem Wellenschildfuß ein natürlicher Apfelbaum mit grünem Laub und roten Äpfeln.“ |
| Wappen von Affalterbach | Wappenbegründung: Seit der ersten Hälfte des 19. Jahrhunderts ist ein Kelch als Stempelbild in den Schultheißenamtssiegeln nachgewiesen. Dieses Symbol wird auf den örtlichen Weinbau bezogen. Als sich die Gemeinde im Jahre 1936 um ein reguläres Wappen bemühte, schlug die Archivdirektion Stuttgart die jetzigen „redenden“ Figuren vor. Der erste Bestandteil des Gemeindenamens „Affalter“ ist nämlich ein altes Wort für „Apfelbaum“. |

Die Gemeindeflagge ist grün-weiß. Wappen und Flagge wurden am 24. Mai 1965 verliehen.

### Gemeindepartnerschaften
Affalterbach pflegt Partnerschaften mit Neuhausen/Erzgeb. in Sachsen und Téglás in Ungarn.

## Sehenswürdigkeiten

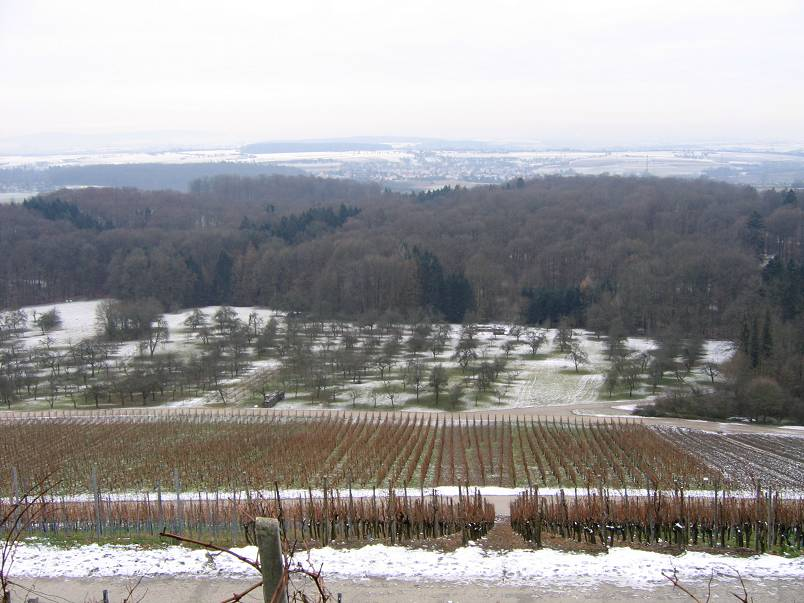
Winterlicher Blick vom Lemberg

Am Rand von Affalterbach befindet sich der 365 Meter hohe Lemberg. Bei schönem Wetter ist der Lemberg oberhalb der Weinberge ein beliebter regionaler Ausflugspunkt.

## Wirtschaft und Infrastruktur

### Verkehr
Affalterbach ist ausschließlich über Buslinien an die S-Bahn in Marbach am Neckar und somit weiter nach Stuttgart angeschlossen. Des Weiteren verkehren zu Stoßzeiten, am frühen Morgen und am Nachmittag, Busse nach Winnenden. Die Gemeinde Affalterbach gehört zum Gebiet des Verkehrs- und Tarifverbunds Stuttgart. Die nächsten Bahnstationen befinden sich in Marbach am Neckar (6 km), Winnenden (8 km), Backnang (9 km) und Ludwigsburg (12 km).

### Luftverkehr

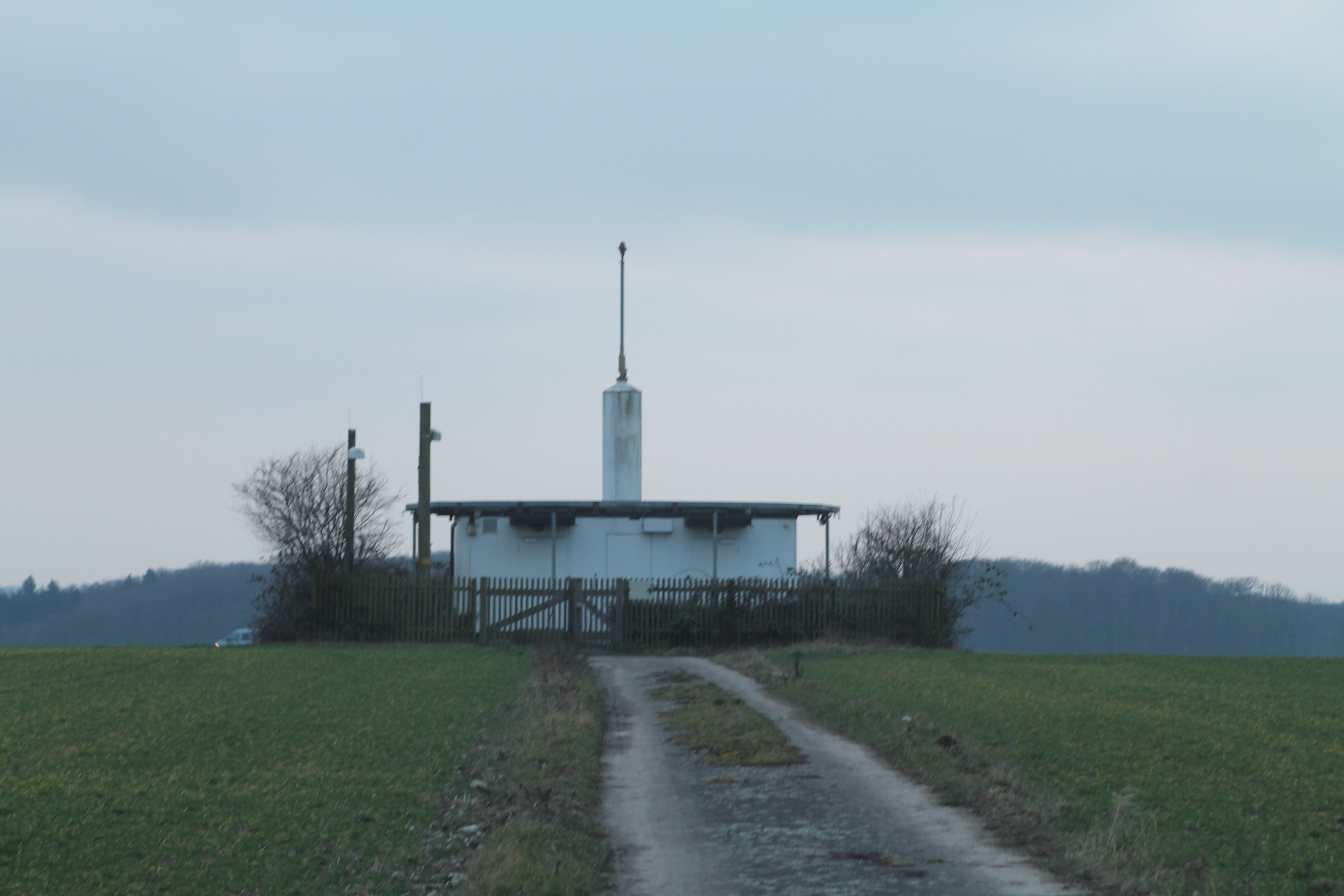
Funkfeuer Luburg

Affalterbach ist Standort des Drehfunkfeuers Luburg (LBU VOR/DME), das auf 109,2 MHz sendet. Die deutsche Flugsicherung plante eigentlich 2023, die Anlage stillzulegen und zurückzubauen. Stand August 2024 ist die Anlage noch in Betrieb, der Rückbau ist ungewiss.
Der nächste internationale Flughafen ist der Manfred-Rommel-Flughafen (STR) in Leinfelden-Echterdingen bei Stuttgart.

### Ansässige Unternehmen
Neben einer Vielzahl an kleinen und mittelständischen Unternehmen haben sich auch größere Firmen in Affalterbach niedergelassen. Dazu zählen unter anderem:
- Mercedes-AMG GmbH, eine Tochterfirma der Mercedes-Benz AG
- HWA AG ausgegliederte Bereiche Automobilrennsport, das damalige DTM-Team „AMG-Mercedes“ und Teile des Sonderfahrzeugbaus
- Stern GmbH, Garten und Freizeitmöbel
- Schwaderer GmbH, Hersteller von Maschinenfüßen, Stellfüßen, Gelenkfüßen, Nivellierfüßen

### Öffentliche Einrichtungen
Es gibt ein Alten- und Pflegeheim der kreiseigenen Kleeblatt Pflegeheime.
Seit September 2003 gibt es ein Heimatmuseum im ehemaligen Wohnhaus des Affalterbacher Bürgermeister Friedrich Kurz. Im Erdgeschoss dieses Gebäudes befindet sich das Gemeindearchiv.

### Kultur
Der größte Sportverein ist der 1909 gegründete TSV Affalterbach mit den Abteilungen Fußball, Handball, Kegeln, Leichtathletik, Schwimmen, Tischtennis und Turnen. Dazu steht die Sportanlage Holzäcker mit einem Kunstrasenplatz, einem Stadion sowie eine Mehrzwecksporthalle zur Verfügung. Der TC Affalterbach betreibt daneben eine Tennisanlage mit sechs Sandplätzen im Freien. Ebenfalls gibt es noch den Schützenverein Affalterbach, welcher einen Schießstand am Lemberg betreibt. In dieser Anlage befinden sich ebenfalls die Trainings- und Wettkampfräume des DC Wolfsölden, der mittlerweile einen der größten Dartclubs Baden-Württembergs darstellt (Stand 2018). Weitere Vereinsaktivitäten bieten unter anderem der Musikverein Affalterbach, die Freiwillige Feuerwehr Affalterbach, DRK, CVJM, Kleintierzuchtverein, , Radsportclub, Obst- und Gartenbauverein, Schachclub und der Grillsportverein.
Kulturell bieten die Vereine d'Gerstenlupfer und die Theaterfreunde Die Lemberger klassische schwäbische Theaterunterhaltung in der Lemberghalle. Ebenfalls befindet sich auf dem Lemberg der Biergarten 7 Eichen, welcher neben einem 180 Grad Ausblick von Osten über Stuttgart nach Westen, kulturelle Angebote wie Konzerte, Aufführungen und Standup Comedy im Freien bietet.

### Bildung
Mit der Apfelbachschule verfügt Affalterbach über eine eigene Grundschule. Weiterführende Schulen können in Marbach am Neckar besucht werden. Im Ort gibt es drei Kindergärten.

### Ver- und Entsorgung
Das Strom- und Gasnetz in der Gemeinde wird von der Syna GmbH betrieben, einem Tochterunternehmen der Süwag Energie AG. Das Trinkwasser wird von der Landeswasserversorgung bezogen. Die Abfallentsorgung wird von der Abfallverwertungsgesellschaft des Landkreises Ludwigsburg mbH (AVL) übernommen, einer 100%igen Tochtergesellschaft des Landkreises Ludwigsburg. Die AVL ist beauftragt, die Aufgaben zur Vermeidung, Verwertung und Beseitigung von Abfällen im Auftrag des Landkreises Ludwigsburg zu erfüllen.

## Trivia
Der Rapper Shindy veröffentlichte einen gleichnamigen Song, da sein Mercedes-AMG aus Affalterbach kommt.

## Partnergemeinden
- Neuhausen (Sachsen)
- Téglás (Ungarn)

## Persönlichkeiten

### Söhne und Töchter der Gemeinde
- Ludwig Hercules Daser (1705–1784), lutherischer Theologe
- Maria Margaretha Aichholz, 1816 von Wolfsölden nach Georgien ausgewandert, Großmutter von Stalins zweiter Ehefrau Nadeschda Allilujewa
- Paul Sauer (1931–2010), geboren im Ortsteil Wolfsölden, Historiker und Archivar
- Karlheinz Hartmann (1950–2023), schwäbischer Mundartschauspieler

### Mit der Gemeinde verbundene Persönlichkeiten
- Siegfried II. von Wolfsölden, Bischof von Speyer von 1127 bis 1146.
- Antonia von Württemberg (1613–1679), Prinzessin, Literatin, Mäzenatin, christliche Kabbalistin, Stifterin der Kabbalistischen Lehrtafel in Bad Teinach, lebte im Schlösschen Steinächle
- Christoph Matthäus Pfaff (1686–1760), evangelischer Professor der Theologe, Propst und Kanzler der Universitäten Tübingen und Gießen, besaß einen Hof im Ortsteil Steinächle